# Bobby Day
 (janvier 2019).
Si vous disposez d'ouvrages ou d'articles de référence ou si vous connaissez des sites web de qualité traitant du thème abordé ici, merci de compléter l'article en donnant les références utiles à sa vérifiabilité et en les liant à la section « Notes et références ».
Pour les articles homonymes, voir Day.
Bobby Day (1er juillet 1928 à Fort Worth - 15 juillet 1990) fut l'un des premiers musicien afro-américain de rock 'n' roll et de rhythm and blues.

## Biographie

### Sa carrière
Né Robert James Byrd, Sr. (mais il préférera l'utilisation de Bobby Byrd pour éviter la confusion avec l'artiste de Funk et de Flamous Flames du même nom) à Fort Worth, il déménagea à Los Angeles en Californie à l'âge de 15 ans. En tant que membre du groupe de rhythm and blues The Hollywood Flames, il se fit connaître sous le nom de Bobby Day sur scène comme sur ses enregistrements. Durant un certain nombre d'années, il ne rencontra que de faibles succès, disposant d'une notoriété ne dépassant alors pas la côte ouest des États-Unis, et cela même à travers le duo Bob & Earl dont il fut l'initiateur. En 1957, il trouve enfin la voie du succès avec les Satellites (en fait les Hollywood Flames renommés pour des raisons contractuelles) "Satellites" pour lequel il écrivit 3 chansons qui sont de nos jours considérées comme des classiques de Rock'n Roll. Il a utilisé plusieurs pseudonymes pour enregistrer tel que Robert Byrd & His Birdies ainsi que Bobby Ryrd, homonyme du chanteur des Flames de James Brown.
Certaines sources mentionnent 57(?) singles enregistres sous son nom ou avec les Hollywood Flames avant 1960. Il a  notamment participé à plusieurs enregistrements de groupes vocaux sur le label "class" de Los Angeles sur lequel sortaient les enregistrements des satellites.

### Ses plus grands succès
Les chansons de Day les plus connues sont Over and Over, rendue populaire par les Dave Clark Five en 1965 et Little Bitty Pretty One interprété par Thurston Harris en 1957, Frankie Lymon en 1960, Clyde McPhatter en 1962 et les Jackson Five en 1972. Cependant, Day est resté célèbre pour son single Rockin' Robin enregistré en solo atteignant la seconde plus du Top 100 du journal Billboard, chanson reprise par Michael Jackson en 1972, et par McFly en 2006.
Day est parfois considéré comme un « one-hit wonder », c'est-à-dire un artiste enregistrant un single qui deviendra un succès international, mais qui sera incapable, par la suite, de renouveler ce succès ou même un succès moindre.
Bobby Day mourut d'un cancer en 1990 et fut incinéré au cimetière Holy Cross à Culver City en Californie.